# کافوردریخه
کوفوردریریج (به هلندی: Koufurderrige) یک منطقهٔ مسکونی در هلند است که در سودوست-فریسلان واقع شده‌است. کوفوردریریج ۱۱۵ نفر جمعیت دارد.